# Чисельність населення Франції
Визначення — Француз має два значення:
- всі 65 585 857 осіб (станом на 1 січня 2013 року), які проживають у Франції, в тому числі 33 817 227 жінок і 31 768 630 чоловіків[1] — це на 235 676 французів більше, ніж 1 січня 2012 року.

Ці дані постійно оновлюються, зокрема завдяки державним переписам населення, які враховують всіх людей, які проживають у Франції, незалежно від їх громадянства. Француз — національність, вважається, що люди, які живуть у Франції є французами. Перепис людей, які живуть у Франції, мають французьке або іноземне громадянство, провадиться інститутом Insee, ці дані доступні у звіті про загальну чисельність населення. 1 січня 2008 року населення Франції становило 63753140 жителів, 5,7 % яких становили іноземці ;
- всі 63 379 349 осіб (станом на 1 січня 2013 року) французької національності, що живуть у Франції або за кордоном.

Це громадяни французької Республіки без врахування походження, раси чи релігії. У цивільному кодексі визначено поняття французького громадянства, умови його отримання, а також права та обов'язки громадянина. Кількість французів (в сенсі «людей, що мають французьке громадянство») 1 січня 2013 року оцінювалось в 65 585 857 жителів, 3 817 562 іноземців, більше 1 611 054 осіб французької національності є емігрантами), що в сумі рівняється 63 379 349 жителям.

## Статистичний аспект

### До перепису 1999 року
До перепису населення 1999 року, надані Insee включали:
- міське населення — люди, які мають проживають на території муніципалітетів;
- неміське населення — люди, що живуть в інших районах (школи-інтернати, бараки, лікарні, монастирі, тюрми тощо);
- загальна чисельність населення — сума двох попередніх пунктів;[8][9]

Для того, щоб точніше рахувати жителів населеного пункту, території, департаменту або регіону, використовувався подвійний підрахунок. Починаючи з 2004 року, це тільки міське населення.

### Перепис 2004 і наступні
В результаті указу від 2003 року, поняття подвійного підрахунку в офіційних даних зникає. Опублікований в січні 2016 року звіт включає результати з п'яти щорічних переписів населення, проведених з 2011 по 2015 роки. Динаміка змін населення за кожним роком не має статистичного значення. Натомість, дані досліджень за 5 років порівнюються з таким же попереднім періодом. Таким чином, 2013 рік порівнюється з 2008 роком.

#### Муніципальне населення
Муніципальне населення включає людей, що мають своє звичайне місце проживання на території округу, а також їхні неповнолітні діти, навіть якщо вони проживають в іншому регіоні.
До них додають наступні категорії, навіть якщо вони мають місце проживання в іншому регіоні:
- у виправних установах;
- безпритульних, виявлених на території муніципалітету;
- мешканців пересувних будинків на території муніципалітету;
- мешканців установ середнього або тривалого перебування, державних або приватних установ охорони здоров'я (установи соціального забезпечення)[13];
- мешканців будинків престарілих, притулків та соціальних готелів;
- мешканців релігійних спільнот;
- мешканців казарм або військових установ;
- мешканців установ, де розміщено учнів або студентів (зазвичай — гуртожитки).

#### Населення, що не включається до статистики
- студенти і учні молодше 25 років, які приписані до одного муніципалітету, але проживають в іншому;
- люди, що постійно мешкають в «громадах» в інших муніципалітетахї
- учні та студенти, неповнолітні, які проживають в комуні, але мають їх сім'ю в іншій резиденції;
- особи, не зазначені у загальному обліку (ув'язнені, безпритульні або мешканці пересувних будинків).

## Законодавчий аспект
Поняття населення, є законним і використовується як юридичний термін. У широкому розумінні воно означає всю сукупність населення. У більш вузькому сенсі — залежить від контексту, іноді це може бути одна чи інша група.